# Walter Jankuhn
Walter Gustav Jankuhn (ur. 14 lipca 1888 w Braniewie, zm. 11 maja 1953 w Berlinie) – niemiecki aktor i berliński tenor operetkowy lat 20. i 30. XX wieku.

## Życiorys
Walter Jankuhn urodził się w rodzinie Eduarda, z zawodu kuśnierza, i Marii. Miał trójkę rodzeństwa (siostrę i dwóch braci). Wszyscy trzej bracia: Otto, Karl i Walter osiedlili się w Berlinie i tam założyli rodziny.
Walter Jankuhn zadebiutował jako aktor w czasach kina niemego w filmie „Lotte” w 1928 roku. Już rok później otrzymał główną rolę w filmie „Dich hab’ ich geliebt”, który okazał się wielkim sukcesem kasowym w Niemczech i USA. W tym filmie wykonywał ponadto piosenkę o tym samym tytule, która okazała się hitem radiowym i płytowym.
Pomimo tego wczesnego sukcesu w następnych latach jego występy w filmach były rzadkością. Do jego filmów z lat 30. należą „Stürmisch die Nacht” (1930), „Die Marquise von Pompadour” (1931) oraz „Zigeunerblut” (1934).
Walter Jankuhn zawarł pierwszy związek małżeński na początku swojej kariery spontanicznie w latach 20., podczas prawie pięcioletniego tournée po Stanach Zjednoczonych, ze śpiewaczką wiedeńską Mizzi Delorm. Nie przetrwał on długo. Następny poważny związek z aktorką Hilde Hildebrand w Berlinie w latach 30. również zakończył się bezowocnie. Pod koniec lat 30. Walter Jankuhn poznał młodą tancerkę rewiową Tutti Ahrens, z którą w 1939 zawarł w Austrii związek małżeński, który przetrwał do jego śmierci w 1953 roku.